# Góry Jenisejskie
Góry Jenisejskie (ros. Jenisiejskij Kriaż) - obszar wyżynno-górski w Rosji w południowo-zachodnim skraju Wyżyny Środkowosyberyjskiej.
Obszar rozciąga się na długości ok. 700 km i szerokości do ok. 125 km z południa na północ wzdłuż prawego (wschodniego) brzegu Jeniseju, od Krasnojarska po ujście Podkamiennej Tunguzki. Mniej więcej w 1/3 długości (licząc od południa) przecina go Angara, uchodząca tu do Jeniseju. W kilku miejscach przekracza wysokość 1000 m n.p.m., osiągając maksymalną wysokość 1104 m n.p.m. w szczycie Jenaszymskij Połkan. W niektórych miejscach opada ku nurtowi Jeniseju stromymi, nagimi zboczami.
Znajdują się tutaj złoża złota (niewielka eksploatacja), boksytów, magnezytu, talku oraz rud żelaza. Po wschodniej stronie pasma niewielkie miasta (od południa ku północy): Troick, Jużno-Jenisiejskij, Nowojerudinskij i Siewiero-Jenisiejskij.